# Piper laevicarpum
Piper laevicarpum är en pepparväxtart som beskrevs av Truman George Yuncker. Piper laevicarpum ingår i släktet Piper och familjen pepparväxter. Inga underarter finns listade i Catalogue of Life.